# Стэнли, Алберт Огастас
Алберт Огастас Стэнли (англ. Albert Augustus Stanley; 25 мая 1851, Мэнвилл, штат Род-Айленд — 19 мая 1932) — американский композитор, органист и музыкальный педагог.
В 1871—1875 гг. учился в Лейпцигской консерватории, в частности, у Роберта Папперица, Оскара Пауля, Эрнста Венцеля и Эрнста Фридриха Рихтера. Затем вернулся в США и поступил органистом в епископальную церковь города Провиденс. В 1888 г. стал первым руководителем отделения музыки в Мичиганском университете (вышел в отставку в 1921 г.). Одновременно Стэнли гастролировал по всей стране как органист, некоторое время возглавлял Национальную ассоциацию преподавателей музыки.
Среди сочинений Стэнли — симфония «Пробуждение души» (англ. The Awakening of the Soul), кантата «Город свободы» (англ. The City of Freedom), многочисленные органные произведения, камерная музыка, песни. Ему принадлежит также монография «Греческие темы в современных музыкальных произведениях» (англ. Greek Themes in Modern Musical Settings; 1924). В 1918 г. подготовил и выпустил каталог коллекции музыкальных инструментов, подаренной университету меценатом Фредериком Стернзом.
Именем Стэнли в Мичиганском университете был назван Квартет Стэнли.